# ليوبرينهين
ليوبرينهين (بالفرنسية: Leubringhen)‏ هي بلدية تقع في إقليم باد كاليه من منطقة نور با دو كاليه في شمال فرنسا. تبلغ مساحة هذه المدينة 7.98 (كم²)، وترتفع عن سطح البحر 96 م، يبلغ عدد سكانها 313 نسمة حسب إحصاء المعهد الوطني للإحصاء والدراسات الاقتصادية سنة 2009 م. وترأس Mickaël Claptien البلدية خلال فترة (2008-2014).